# Cantone di Authume
Il Cantone di Arbois è una divisione amministrativa dell'arrondissement di Dole.
È stato costituito a seguito della riforma approvata con decreto del 17 febbraio 2014, che ha avuto attuazione dopo le elezioni dipartimentali del 2015.

## Composizione
Comprende i seguenti 46 comuni:
- Amange
- Archelange
- Audelange
- Authume
- Auxange
- Baverans
- Biarne
- Brans
- Brevans
- Champagney
- Châtenois
- Chevigny
- Dammartin-Marpain
- Éclans-Nenon
- Falletans
- Frasne-les-Meulières
- Gendrey
- Gredisans
- Jouhe
- Lavangeot
- Lavans-lès-Dole
- Louvatange
- Malange
- Menotey
- Moissey
- Montmirey-la-Ville
- Montmirey-le-Château
- Mutigney
- Offlanges
- Ougney
- Pagney
- Peintre
- Le Petit-Mercey
- Pointre
- Rainans
- Rochefort-sur-Nenon
- Romain
- Romange
- Rouffange
- Saligney
- Sermange
- Serre-les-Moulières
- Taxenne
- Thervay
- Vitreux
- Vriange